# Tone Hace
Tone Hace, slovenski kriminalec, * 17. aprila 1917, Podcerkev, † november 1988
Tone Hace je bil kriminalec, ki je »deloval« med obema svetovnima vojnama, predvsem v Dravski banovini. Ker je ropal bogate, je dobil ugled neke vrste Robina Hooda. Njegov brat je bil Matevž Hace, politkomisar 14. divizije.
Leta 1941 so ga ujeli. Sojenje se je začelo 31. marca 1941 pred velikim senatom okrožnega sodišča v Ljubljani, branil ga je Igo Gruden. Haceta je bremenila obtožnica dolga 48 strani. Sodišče je obsodilo Haceta na dve dosmrtni ječi in 196 let zaporne kazni. Večino časa je Hace preživel v zaporu v Ljubljani, Kopru, nato pa Trstu in na otoku Elbi. Leta 1946 so ga, verjetno na bratovo posredovanje, izpustili na svobodo.  
Do upokojitve je delal kot kuhar in kasneje kot vratar. 

### Film in knjiga
Po njegovem življenju je bil leta 1990 posnet film Do konca in naprej, v njem nastopa lik Tone Hac, istega leta pa je izšla Hacetova biografija Car slovenskih tolovajev (COBISS) avtorja Marjana Remica.